# Costituzione jugoslava del 1963
La Costituzione jugoslava del 1963 è stata la seconda costituzione della Repubblica Socialista Federale di Jugoslavia. Il testo si basava sull'idea secondo la quale le relazioni di autogestione dei lavoratori jugoslavi erano state sufficientemente superate nella società e necessitavano di una nuova e ultima definizione costituzionale.

## Normativa
Lo stato jugoslavo fu caratterizzato non solo dalla condizione di essere uno stato federale, ma anche da una comunità socialista democratica che avrebbe dovuto indicare la tendenza verso l'ideale marxista di dissoluzione dello stato. La SFRJ si dichiarava quindi come "uno stato federale di popoli uguali e volontariamente uniti e una comunità socialista democratica basata sui poteri della classe lavoratrice e sull'autogoverno".
La proprietà pubblica, l'autogestione e l'auto-organizzazione dei lavoratori a livello micro e macroeconomico furono dichiarate come la base della pianificazione economica.
Le suddivisioni statali (comune, contea, province autonome della Serbia, repubbliche socialiste e la stessa Federazione) divennero delle comunità sociopolitiche. Nella normativa ancora non presente nel diritto costituzionale jugoslava, fu eliminata la gerarchia tra queste entità amministrative e venne introdotto un sistema di diritti e doveri reciproci.
L'Assemblea federale (Skupština) fu divisa nella Camera federale e in quattro camere con specifiche responsabilità burocratiche. La costituzione stabiliva che le singole repubbliche venissero rappresentate solo nella Camera delle nazionalità, un ramo della Camera federale. L'Assemblea federale divenne la massima autorità di governo e autogoverno sociale e furono introdotte comunità di lavoratori più grandi - economiche, educative, culturali, sociali e sanitarie, organizzativo e politico - e le assemblee delle province autonome potevano averne anche di più.
Josip Broz Tito mantenne la sua carica di presidente della federazione ma rinunciò a quella di presidente del Consiglio esecutivo federale, separando ulteriormente le funzioni del partito e dello stato. Il presidente della Repubblica divenne un'autorità autonoma della federazione. Furono introdotte la Corte costituzionale della Jugoslavia e le corti costituzionali delle repubbliche membri. La costituzione del 1963 introdusse anche il concetto di rotazione, che proibiva di rimanere a posizioni dirigenziali di livello superiore o inferiore per più di due mandati consecutivi di quattro anni. Inoltre, furono estesi i diritti umani e civili e furono istituite delle procedure giudiziarie garantite dalla costituzione.

## Emendamenti
Successivamente alla promulgazione e all'entrata in vigore, furono presentati 42 emendamenti che rafforzarono la posizione delle province autonome, introdussero nuovi settori di autogoverno e trasformarono le ex agenzie federali in agenzie comunali.
I primi emendamenti (dal I al VI) furono adottati dal Consiglio federale il 18 aprile 1967 e con essi fu reintrodotto il Consiglio delle nazionalità. Gli emendamenti dal VII al XIX, adottati il 26 dicembre 1968, rinominarono la Provincia Autonoma di Kosovo e Metohija in Provincia Socialista Autonoma del Kosovo, dando anche la possibilità alle province di creare le proprie leggi costituzionali e di avere tribunali e corti supreme. Le minoranze nazionali furono rinominate in "gruppi etnici" e venne garantita la loro uguaglianza giuridica con i popoli jugoslavi.
Prima della creazione di una nuova costituzione, gli ultimi emendamenti (dal XX al XLII) furono adottati il 30 giugno 1971 e definirono il ruolo dei lavoratori nelle associazioni del lavoro. I compiti della federazione furono ridimensionati nel campo degli investimenti e della legislazione, dando così ancora più autonomia alle repubbliche e alle province.
La presidenza della Jugoslavia divenne un organo collettivo dotato di iniziativa politica e legislativa. Tito divenne sia il presidente della Repubblica sia il  presidente della presidenza della Repubblica Socialista Federale di Jugoslavia. Inoltre, gli organi federali furono riformati su base paritaria.
Con gli emendamenti fu introdotta una forza di difesa territoriale da affiancare all'Armata Popolare Jugoslava.